# Walter Winterbottom
Sir Walter Winterbottom, CBE (31 de març de 1913 - 16 de febrer de 2002) fou un futbolista anglès de la dècada de 1930 i entrenador.
Com a futbolista jugà al Manchester United FC.
La seva faceta més destacada fou la de seleccionador anglès, dirigint la selecció entre 1946 i 1962. Dirigí Anglaterra en quatre Mundials de futbol, 1950, 1954, 1958 i 1962, i el Regne Unit als Jocs Olímpics de 1952.